# Hans Bleckwenn
Hans Bleckwenn (* 15. Dezember 1912 in Leipzig; † 10. Juli 1990 in Münster; früherer Name: Hoffmann, auch Hoffmann-Bleckwenn) war ein deutscher Arzt und ein bedeutender Historiker für die Militärgeschichte des feudalen Preußens.

## Leben
Hans Bleckwenn wurde als Hans Hoffmann als Sohn eines hannöverschen Offiziers und einer mecklenburgischen Mutter 1912 im Leipziger Stadtteil Gohlis geboren. Er machte 1931 sein Abitur am Gymnasium in Dresden-Neustadt. Sein ursprünglicher Berufswunsch, wie sein Vater Soldat zu werden, wurde ihm aus Krankheitsgründen verwehrt und so studierte er in Freiburg zunächst Rechtswissenschaften, Geschichte und Kunstgeschichte, wechselte aber 1934 zur Medizinischen Fakultät. In Jena schloss er 1939 sein Medizinstudium mit einer Promotion ab. Zur gleichen Zeit wechselte Hans Hoffmann seinen Namen in Hans Hoffmann-Bleckwenn, später dann Hans Bleckwenn.
Sein weiterer beruflicher Werdegang war eng mit der Bekämpfung der Tuberkulose verbunden. 1943 wurde Bleckwenn Chefarzt an der Tbc-Heilstädte in Gera-Ernsee. Bleckwenn wurde bei Kriegsende von der Roten Armee gefangen genommen und sogar zum Tode verurteilt. Seine umfassenden Kenntnisse als Tuberkulosearzt allerdings retteten ihm das Leben. Innerhalb der sowjetischen Besatzungszone wurde er sogar wieder mit der Bekämpfung der Tuberkulose in Thüringen beauftragt. Später wurde er Leiter der SVA-Heilstätte Klietz/Altmark, die 1953 in ein Tbc-Lazarett für die Kasernierte Volkspolizei umgewandelt wurde. Er wurde Oberstleutnant im Sanitätsdienst der Nationalen Volksarmee und bekam Zugang zu den höchsten Militärstellen der DDR.
Bleckwenn hatte sein aus Schülerzeiten bestehendes Interesse an der Militärgeschichte nie aufgegeben und verschaffte sich als DDR-Militär exklusiven Zugang zu ansonsten verschlossenen Archiven zur Geschichte der Preußischen Armee. Er wurde von der NVA in einer Nebentätigkeit mit der Restituierung und wissenschaftlichen Betreuung der Sammlung im Zeughaus Berlin betraut und konnte in dieser Funktion viele Dokumente vor der Vernichtung bewahren. Zugleich konnte er durch diese Tätigkeit den Grundstock für das private Archiv „Die Heere des Ancien Régime“ legen. Wiederum aus gesundheitlichen Gründen musste Bleckwenn den NVA-Dienst verlassen und wurde Chef-Oberarzt am Tuberkulose-Forschungsinstitut der DDR in Berlin-Buch. Unmittelbar vor dem Bau der Berliner Mauer am 12. August 1961 flüchtete Hans Bleckwenn mit seiner gesamten Bibliothek und dem Archiv nach West-Berlin. Anfang 1962 ließ er sich als Arzt in Münster in Westfalen nieder. 1969 wurde er Lektor beim auf militärgeschichtliche Publikationen spezialisierten Biblio-Verlag. In der Folgezeit begann Bleckwenns zweite Karriere als wichtiger Militärhistoriker im Bereich des Militärwesens des 18. Jahrhunderts. In einer kleinen Wohnung in der Münzstraße in Münster lebte er buchstäblich in seinem Archiv, das sämtliche Räume und Wände ausfüllte. Vor seinem Tod überschrieb er sein Archiv an das Wehrgeschichtliche Museum der Bundeswehr in Rastatt.
Bleckwenn heiratete in zweiter Ehe die Wissenschaftlerin Ruth Fasold, die ab 1982 in Münster eine Professur für das Fachgebiet Textilgestaltung und ihre Didaktik innehatte. Bleckwenn, gesundheitlich stets angeschlagen, starb am 10. Juli 1990.

## Leistungen
Trotz seiner überdurchschnittlichen Leistungen als Tuberkulose-Arzt verschrieb sich Bleckwenn ganz der Militärgeschichte. Sein historisches Werk beruht dabei auf mehreren Elementen. Zum einen rettete Bleckwenn der Nachwelt wichtige archivarische Quellen, Fundstücke und Literatur zur Militärgeschichte des 18. Jahrhunderts. Zum anderen baute er ein Archiv auf, das sowohl seinen privaten Forschungen, aber auch Dritten umfassende Dienste leistete und leistet. Innerhalb der etwa über 100 Veröffentlichungen von Hans Bleckwenn zählt Das Altpreussische Heer Erscheinungsbild und Wesen 1713–1807 zu den Hauptwerken. In ihm spiegelt sich ein ganzheitlicher Ansatz der Militärgeschichte wider. Für Bleckwenn war Uniformenkunde oder Regimentsgeschichte ein willkommener Einstieg in eine umfassende Bewertung sozialer und ökonomischer Verhältnisse in den Staaten des 18. Jahrhunderts. Hierbei trat er mit den wissenschaftlichen Historikerkreisen in Widerspruch, ohne sich standesgerecht messen zu können. So vertrat er insbesondere die These, dass das Kantonswesen und der überaus strenge Militärdienst eine erste Bauernbefreiung in Preußen auslöste, der der Willkürherrschaft der adeligen Grundherren frühzeitig enge Grenzen setzte.
Er war Mitherausgeber (Werner Hahlweg, Johann Christoph Allmayer-Beck, Charles B. Burdick, Dermot Bradley, Othmar Hackl und Walter Schaufelberger) der 1973 begründeten Studien zur Militärgeschichte, Militärwissenschaft und Konfliktsforschung im Biblio Verlag.
Das Archiv von Hans Bleckwenn ist mittlerweile von Rastatt in das Militärgeschichtliche Forschungsamt in Potsdam gewechselt. Die Forschungsstelle beherbergt damit nach eigener Darstellung die derzeit wohl „geschlossenste privat zusammengetragenen Bestand zur Geschichte der preußischen Armee des 18. Jahrhunderts“.

## Werke

### Herausgeber
- Altpreußischer Kommiß – offiziell, offiziös und privat. Neudrucke nach Erstausgaben und Erstveröffentlichungen nach Manuskripten. Osnabrück 1971ff.
- Das altpreussische Heer: Erscheinungsbild und Wesen, 1713–1807. 8 Teile in 16 Bänden, Osnabrück 1973ff, ISBN 3-7648-0187-5.

### Mitherausgeber
- Für Studien zur Militärgeschichte, Militärwissenschaft und Konfliktsforschung war Bleckwenn Mitherausgeber neben (Werner Hahlweg, Johann Christoph Allmayer-Beck, Charles B. Burdick, Dermot Bradley, Othmar Hackl und Walter Schaufelberger) der 1973 begründeten Studien zur Militärgeschichte, Militärwissenschaft und Konfliktsforschung im Biblio Verlag.
- Das mehrbändige Sammelwerk Deutschlands Heere bis 1918 ist gemeinsam mit Beiträgen von Dermot Bradley, Günther Voigt ebenfalls von Biblio verlegt worden.[5]

### Autor

#### Monographien
- Unter dem Preußen-Adler. Das brandenburgisch-preußische Heer 1640–1807. Bertelsmann, 1978; ISBN 3-570-00522-4.
- Reiter, Husaren und Grenadiere. Die Uniformen der kaiserlichen Armee am Rhein 1734. Harenberg, Dortmund 1979. ISBN 3-88379-125-3.
- Die friderizianischen Uniformen 1753–1786; 4 Bände; Hardenberg, Dortmund 1984; ISBN 3-88379-444-9.
- Zum Militärwesen des Ancien Régime. Drei grundlegende Aufsätze. Neugedruckt zu Ehren des Verfassers anlässlich seines 75. Geburtstages am 15. Dezember 1987; Biblio Verlag 1987.

#### Aufsätze
- Zur Formation und Ausrüstung Münsterischer Truppen im 18. Jahrhundert, in: Ulf-Dietrich Korn: Johann Conrad Schlaun 1695–1773 (= Schlaunstudie III), S. 173–205.
- Nachwort. In: Richard Knötel, Carl Röchling: Der Alte Fritz in 50 Bildern. Nach der Ausgabe von 1895. Harenberg, Dortmund (= Die bibliophilen Taschenbücher. Band 276).